# 広島エフエム放送
広島エフエム放送株式会社（ひろしまエフエムほうそう、英: HIROSHIMA FM BROADCASTING Co., Ltd.）は、広島県を放送対象地域としてFM放送（超短波放送）を行っている特定地上基幹放送事業者である。通称は広島FM、略称はHFM。全国FM放送協議会(JFN)系列である。

## データ
- 会社名：広島エフエム放送株式会社
- 本社所在地：〒734-8511 広島県広島市南区皆実町一丁目8番2号
- 支社所在地：東京支社-〒105-0004 東京都港区新橋四丁目21番3号 新橋東急ビル2階

※以前は大阪・福山にも支社があったが合理化により廃止。広島県に本社を置く民間放送局では唯一東京以外に支社を持たない放送局となった。
- コールサイン：JOGU-FM
- 設立年月日：1982年（昭和57年）2月27日
- 放送開始年月日：1982年（昭和57年）12月5日
- サービスエリア：広島県と岡山県・山口県・島根県・鳥取県・愛媛県・香川県・兵庫県の各一部地域
- 文字多重放送（見えるラジオ）は1996年（平成8年）開始、コールサインはJOGU-FCM。2014年（平成26年）3月31日に廃止。

## 周波数・出力
| 黄金山送信所（左・建物、右・アンテナ）  |  | 黄金山送信所（左・建物、右・アンテナ） |
| 黄金山送信所 （左・建物、右・アンテナ） |  |                                        |

| 親局     | 周波数   | 空中線電力 | 所在地                   | 備考 |
| -------- | -------- | ---------- | ------------------------ | ---- |
| 広島     | 78.2 MHz | 1 kW       | 広島市南区 （黄金山）    |      |
| 中継局   | 周波数   | 空中線電力 | 所在地                   | 備考 |
| 呉       | 81.7 MHz | 10W        | 呉市 （休山）            |      |
| 佐東     | 82.3 MHz | 30W        | 広島市安佐南区（権現山） |      |
| 三次     | 83.5 MHz | 100W       | 三次市（高谷山）         |      |
| 尾道     | 77.1 MHz | 500W       | 尾道市 （高見山）        |      |
| 府中     | 85.5 MHz | 10W        | 福山市（城山）           |      |
| 世羅甲山 | 81.4 MHz | 10W        | 世羅町（新山）           |      |
| 五日市   | 81.3 MHz | 10W        | 広島市佐伯区（寺田山）   |      |
| 可部     | 80.4 MHz | 3W         | 広島市安佐北区（螺山）   |      |
| 千代田   | 86.3 MHz | 100W       | 北広島町（猿喰山）       |      |
| 福山     | 82.1 MHz | 30W        | 福山市 （蔵王山）        |      |
| 西条     | 77.8 MHz | 100W       | 東広島市（郡宮山）       |      |
| 大崎     | 76.4 MHz | 10W        | 大崎上島町（神峰山）     |      |

## 資本構成
企業・団体の名称、個人の肩書は当時のもの。出典：
2015年時点で、広島東洋カープをはじめとする、マツダ（自動車会社）の創業家関係が大株主になっている。マツダ創業家は、広島エフエム放送のほか、広島マツダやアンフィニ広島など運営している。
☆印はマツダ創業家・広島東洋カープ関連。

### 2021年3月31日現在
| 資本金                             | 発行済株式総数 | 株主数 |
| ---------------------------------- | -------------- | ------ |
| 8000万円 （資本準備金含めて5億円） | 10,000株       | 75     |

| 株主             | 株式数  | 比率   |
| ---------------- | ------- | ------ |
| ☆広島東洋カープ  | 2,511株 | 25.11% |
| ☆カルピオ        | 0,996株 | 09.96% |
| 中国新聞社       | 0,810株 | 08.10% |
| エフエム東京     | 0,500株 | 05.00% |
| 読売新聞大阪本社 | 0,455株 | 04.55% |
| 朝日新聞社       | 0,400株 | 04.00% |
| テレビ新広島     | 0,355株 | 03.55% |
| 中国電力         | 0,330株 | 03.30% |
| 広島銀行         | 0,330株 | 03.30% |

## 放送しているスタジオ
広島FM本社スタジオ以外のスタジオでは公開生放送・録音を行っている。
HFM本社スタジオ
広島市南区皆実町　HFM本社第1～第3スタジオ
- 現在放送されている生放送番組

俊山真美のGOOD JOG、神原隆秀のGOOD JOG、江本一真のゴッジ、月曜日の盤（毎月1回第4週の月曜日のみ)、サンフレッチェ・ラジオ・サポーターズクラブ 貢藤十六のGOA～L、大窪シゲキの9ジラジ、柏村武昭のだんRUNラジオ、Satoruman50～半世紀少年ミュージックショー、mash the radio、廣瀬桃子の赤ヘルスクラップetc...

### かつて放送されていたスタジオ
紙屋町シャレオ iスタジオ
広島市中区紙屋町地下街シャレオ中央広場（2001年4月11日オープン）
- 過去に放送された番組

MUSIC MANIA（月 - 木）
キムラミチタのVibe ON! MUSIC（月 - 木）
池田桂子のOver The Rainbow（お正月スペシャル）
冨永晃道のVibe ON!MUSIC（月 - 木）
HFM25Years バースデースペシャル
坂上みきのシャレオ・ファースト・クリスマス（2001年、中四国4局ネット）
デオデオネバーランド袋町店FMDJスタジオ
広島市中区袋町デオデオネバーランド袋町店1階入口そば（旧ダイエー広島店）現在、デオデオネバーランドが移転され跡地は立体駐車場に転用されたためスタジオはない。
- 過去に放送された番組

2006年2月～DEODEO Lovin' Saturday（土）
Y人Yスタジオ
広島市中区紙屋町サンモール5階
- 過去に放送された番組

SUNMALL LIVE ON RADIO（2003年7月 - 2008年3月までは毎週土曜日、2008年4月～2013年9月は月2回このスタジオが使われていた）
フタバ図書TERAサテライトスタジオ
安芸郡府中町 イオンモール広島府中ソレイユ 3階フタバ図書TERA SOUND TERA内
- 現在放送されている番組

　Satoruman50～半世紀少年ミュージックショー（2023年末まで使用、以降は本社スタジオから放送）
- 過去に放送された番組

　MUSIC SOLEIL LUNCHTIME SATELLITE（月- 木）　庄司悟のカウントダウン魂（金）　庄司悟のリクエスト魂（金）

## 現在放送中の番組
2025年7月時点。現在の番組の詳細は、公式サイトの 番組情報ページ あるいは 番組表 を参照。
太字は自社制作番組を表す。
なお、2010年代後半から年末年始は自社制作の生放送番組はすべて休止され、ジャパンエフエムネットワーク制作・東京発の番組に置き換えられる。

### 平日
| 時 | 分 | 月曜日 | 火曜日 | 水曜日 | 木曜日 | 金曜日 |                                                                                          |
| -- | -- | --- | --- | --- | --- | --- | ---------------------------------------------------------------------------------------- |
| 5  | 00 | 5:00 Sound Library〜世界にひとつだけの本〜（JFNC） | （続き）Memories & Discoveries（JFNC） | （続き）Memories & Discoveries（JFNC） | （続き）Memories & Discoveries（JFNC） | （続き）Memories & Discoveries（JFNC） |                                                                                          |
| 5  | 30 | 5:30 REAL SPORTS（JFNC） | （続き）Memories & Discoveries（JFNC） | （続き）Memories & Discoveries（JFNC） | （続き）Memories & Discoveries（JFNC） | （続き）Memories & Discoveries（JFNC） |                                                                                          |
| 6  | 00 | 6:00 ONE MORNING（TOKYO FM） ▽6:15 （月 - 木）あぐりずむ /（金）小倉・IMRLUの○○玉手箱 ▽6:55 MY OLYMPIC ▽7:00 MORNING HEADLINE ▽7:10 リポビタンD TREND NET ▽7:20 （月）メットライフ生命 presents マイ マネーハック / （火・木）ONE MORE NEWS / （水）食と農を未来へつなぐ / （金）JA共済 presents なるほど! 交通安全 | 6:00 ONE MORNING（TOKYO FM） ▽6:15 （月 - 木）あぐりずむ /（金）小倉・IMRLUの○○玉手箱 ▽6:55 MY OLYMPIC ▽7:00 MORNING HEADLINE ▽7:10 リポビタンD TREND NET ▽7:20 （月）メットライフ生命 presents マイ マネーハック / （火・木）ONE MORE NEWS / （水）食と農を未来へつなぐ / （金）JA共済 presents なるほど! 交通安全 | 6:00 ONE MORNING（TOKYO FM） ▽6:15 （月 - 木）あぐりずむ /（金）小倉・IMRLUの○○玉手箱 ▽6:55 MY OLYMPIC ▽7:00 MORNING HEADLINE ▽7:10 リポビタンD TREND NET ▽7:20 （月）メットライフ生命 presents マイ マネーハック / （火・木）ONE MORE NEWS / （水）食と農を未来へつなぐ / （金）JA共済 presents なるほど! 交通安全 | 6:00 ONE MORNING（TOKYO FM） ▽6:15 （月 - 木）あぐりずむ /（金）小倉・IMRLUの○○玉手箱 ▽6:55 MY OLYMPIC ▽7:00 MORNING HEADLINE ▽7:10 リポビタンD TREND NET ▽7:20 （月）メットライフ生命 presents マイ マネーハック / （火・木）ONE MORE NEWS / （水）食と農を未来へつなぐ / （金）JA共済 presents なるほど! 交通安全 | 6:00 ONE MORNING（TOKYO FM） ▽6:15 （月 - 木）あぐりずむ /（金）小倉・IMRLUの○○玉手箱 ▽6:55 MY OLYMPIC ▽7:00 MORNING HEADLINE ▽7:10 リポビタンD TREND NET ▽7:20 （月）メットライフ生命 presents マイ マネーハック / （火・木）ONE MORE NEWS / （水）食と農を未来へつなぐ / （金）JA共済 presents なるほど! 交通安全 |                                                                                          |
| 7  | 00 | 6:00 ONE MORNING（TOKYO FM） ▽6:15 （月 - 木）あぐりずむ /（金）小倉・IMRLUの○○玉手箱 ▽6:55 MY OLYMPIC ▽7:00 MORNING HEADLINE ▽7:10 リポビタンD TREND NET ▽7:20 （月）メットライフ生命 presents マイ マネーハック / （火・木）ONE MORE NEWS / （水）食と農を未来へつなぐ / （金）JA共済 presents なるほど! 交通安全 | 6:00 ONE MORNING（TOKYO FM） ▽6:15 （月 - 木）あぐりずむ /（金）小倉・IMRLUの○○玉手箱 ▽6:55 MY OLYMPIC ▽7:00 MORNING HEADLINE ▽7:10 リポビタンD TREND NET ▽7:20 （月）メットライフ生命 presents マイ マネーハック / （火・木）ONE MORE NEWS / （水）食と農を未来へつなぐ / （金）JA共済 presents なるほど! 交通安全 | 6:00 ONE MORNING（TOKYO FM） ▽6:15 （月 - 木）あぐりずむ /（金）小倉・IMRLUの○○玉手箱 ▽6:55 MY OLYMPIC ▽7:00 MORNING HEADLINE ▽7:10 リポビタンD TREND NET ▽7:20 （月）メットライフ生命 presents マイ マネーハック / （火・木）ONE MORE NEWS / （水）食と農を未来へつなぐ / （金）JA共済 presents なるほど! 交通安全 | 6:00 ONE MORNING（TOKYO FM） ▽6:15 （月 - 木）あぐりずむ /（金）小倉・IMRLUの○○玉手箱 ▽6:55 MY OLYMPIC ▽7:00 MORNING HEADLINE ▽7:10 リポビタンD TREND NET ▽7:20 （月）メットライフ生命 presents マイ マネーハック / （火・木）ONE MORE NEWS / （水）食と農を未来へつなぐ / （金）JA共済 presents なるほど! 交通安全 | 6:00 ONE MORNING（TOKYO FM） ▽6:15 （月 - 木）あぐりずむ /（金）小倉・IMRLUの○○玉手箱 ▽6:55 MY OLYMPIC ▽7:00 MORNING HEADLINE ▽7:10 リポビタンD TREND NET ▽7:20 （月）メットライフ生命 presents マイ マネーハック / （火・木）ONE MORE NEWS / （水）食と農を未来へつなぐ / （金）JA共済 presents なるほど! 交通安全 |                                                                                          |
| 7  | 30 | 7:30 OH! HAPPY MORNING（JFNC） | 7:30 OH! HAPPY MORNING（JFNC） | 7:30 OH! HAPPY MORNING（JFNC） | 7:30 OH! HAPPY MORNING（JFNC） | 7:30 THE G.O.A.T.（JFNC） ▽7:30 交通情報 ▽8:00 SUZUKI TODAY'S KEY NUMBER（TOKYO FM） ▽8:09 今日のスポーツ（TOKYO FM） ▽8:10 Hand in Hand（TOKYO FM） ▽8:20 交通情報・ヘッドラインニュース・天気予報 ▽8:55 JFNニュース（JFNC） ▽9:00 交通情報・天気予報 ▽9:55 ニュース・天気予報                                     |                                                                                          |
| 8  | 00 | 8:00 SUZUKI TODAY'S KEY NUMBER（TOKYO FM） | 8:00 SUZUKI TODAY'S KEY NUMBER（TOKYO FM） | 8:00 SUZUKI TODAY'S KEY NUMBER（TOKYO FM） | 8:00 SUZUKI TODAY'S KEY NUMBER（TOKYO FM） | 7:30 THE G.O.A.T.（JFNC） ▽7:30 交通情報 ▽8:00 SUZUKI TODAY'S KEY NUMBER（TOKYO FM） ▽8:09 今日のスポーツ（TOKYO FM） ▽8:10 Hand in Hand（TOKYO FM） ▽8:20 交通情報・ヘッドラインニュース・天気予報 ▽8:55 JFNニュース（JFNC） ▽9:00 交通情報・天気予報 ▽9:55 ニュース・天気予報                                     |                                                                                          |
| 8  | 09 | 8:09 今日のスポーツ（TOKYO FM） | 8:09 今日のスポーツ（TOKYO FM） | 8:09 今日のスポーツ（TOKYO FM） | 8:09 今日のスポーツ（TOKYO FM） | 7:30 THE G.O.A.T.（JFNC） ▽7:30 交通情報 ▽8:00 SUZUKI TODAY'S KEY NUMBER（TOKYO FM） ▽8:09 今日のスポーツ（TOKYO FM） ▽8:10 Hand in Hand（TOKYO FM） ▽8:20 交通情報・ヘッドラインニュース・天気予報 ▽8:55 JFNニュース（JFNC） ▽9:00 交通情報・天気予報 ▽9:55 ニュース・天気予報                                     |                                                                                          |
| 8  | 10 | 8:10 NEW TREND ONE（TOKYO FM） | 8:10 NEW TREND ONE（TOKYO FM） | 8:10 NEW TREND ONE（TOKYO FM） | 8:10 NEW TREND ONE（TOKYO FM） | 7:30 THE G.O.A.T.（JFNC） ▽7:30 交通情報 ▽8:00 SUZUKI TODAY'S KEY NUMBER（TOKYO FM） ▽8:09 今日のスポーツ（TOKYO FM） ▽8:10 Hand in Hand（TOKYO FM） ▽8:20 交通情報・ヘッドラインニュース・天気予報 ▽8:55 JFNニュース（JFNC） ▽9:00 交通情報・天気予報 ▽9:55 ニュース・天気予報                                     |                                                                                          |
| 8  | 20 | 8:20 GOOD JOG - （月 - 火）俊山真美 / （水 - 木）神原隆秀（育休中）/ （水 - 木）藤井香苗 ▽9:55 JFNラジオショッピング（JFNC） | 8:20 GOOD JOG - （月 - 火）俊山真美 / （水 - 木）神原隆秀（育休中）/ （水 - 木）藤井香苗 ▽9:55 JFNラジオショッピング（JFNC） | 8:20 GOOD JOG - （月 - 火）俊山真美 / （水 - 木）神原隆秀（育休中）/ （水 - 木）藤井香苗 ▽9:55 JFNラジオショッピング（JFNC） | 8:20 GOOD JOG - （月 - 火）俊山真美 / （水 - 木）神原隆秀（育休中）/ （水 - 木）藤井香苗 ▽9:55 JFNラジオショッピング（JFNC） | 7:30 THE G.O.A.T.（JFNC） ▽7:30 交通情報 ▽8:00 SUZUKI TODAY'S KEY NUMBER（TOKYO FM） ▽8:09 今日のスポーツ（TOKYO FM） ▽8:10 Hand in Hand（TOKYO FM） ▽8:20 交通情報・ヘッドラインニュース・天気予報 ▽8:55 JFNニュース（JFNC） ▽9:00 交通情報・天気予報 ▽9:55 ニュース・天気予報                                     |                                                                                          |
| 9  | 00 | 8:20 GOOD JOG - （月 - 火）俊山真美 / （水 - 木）神原隆秀（育休中）/ （水 - 木）藤井香苗 ▽9:55 JFNラジオショッピング（JFNC） | 8:20 GOOD JOG - （月 - 火）俊山真美 / （水 - 木）神原隆秀（育休中）/ （水 - 木）藤井香苗 ▽9:55 JFNラジオショッピング（JFNC） | 8:20 GOOD JOG - （月 - 火）俊山真美 / （水 - 木）神原隆秀（育休中）/ （水 - 木）藤井香苗 ▽9:55 JFNラジオショッピング（JFNC） | 8:20 GOOD JOG - （月 - 火）俊山真美 / （水 - 木）神原隆秀（育休中）/ （水 - 木）藤井香苗 ▽9:55 JFNラジオショッピング（JFNC） | 7:30 THE G.O.A.T.（JFNC） ▽7:30 交通情報 ▽8:00 SUZUKI TODAY'S KEY NUMBER（TOKYO FM） ▽8:09 今日のスポーツ（TOKYO FM） ▽8:10 Hand in Hand（TOKYO FM） ▽8:20 交通情報・ヘッドラインニュース・天気予報 ▽8:55 JFNニュース（JFNC） ▽9:00 交通情報・天気予報 ▽9:55 ニュース・天気予報                                     |                                                                                          |
| 10 | 00 | 8:20 GOOD JOG - （月 - 火）俊山真美 / （水 - 木）神原隆秀（育休中）/ （水 - 木）藤井香苗 ▽9:55 JFNラジオショッピング（JFNC） | 8:20 GOOD JOG - （月 - 火）俊山真美 / （水 - 木）神原隆秀（育休中）/ （水 - 木）藤井香苗 ▽9:55 JFNラジオショッピング（JFNC） | 8:20 GOOD JOG - （月 - 火）俊山真美 / （水 - 木）神原隆秀（育休中）/ （水 - 木）藤井香苗 ▽9:55 JFNラジオショッピング（JFNC） | 8:20 GOOD JOG - （月 - 火）俊山真美 / （水 - 木）神原隆秀（育休中）/ （水 - 木）藤井香苗 ▽9:55 JFNラジオショッピング（JFNC） | 7:30 THE G.O.A.T.（JFNC） ▽7:30 交通情報 ▽8:00 SUZUKI TODAY'S KEY NUMBER（TOKYO FM） ▽8:09 今日のスポーツ（TOKYO FM） ▽8:10 Hand in Hand（TOKYO FM） ▽8:20 交通情報・ヘッドラインニュース・天気予報 ▽8:55 JFNニュース（JFNC） ▽9:00 交通情報・天気予報 ▽9:55 ニュース・天気予報                                     |                                                                                          |
| 10 | 15 | 8:20 GOOD JOG - （月 - 火）俊山真美 / （水 - 木）神原隆秀（育休中）/ （水 - 木）藤井香苗 ▽9:55 JFNラジオショッピング（JFNC） | 8:20 GOOD JOG - （月 - 火）俊山真美 / （水 - 木）神原隆秀（育休中）/ （水 - 木）藤井香苗 ▽9:55 JFNラジオショッピング（JFNC） | 8:20 GOOD JOG - （月 - 火）俊山真美 / （水 - 木）神原隆秀（育休中）/ （水 - 木）藤井香苗 ▽9:55 JFNラジオショッピング（JFNC） | 8:20 GOOD JOG - （月 - 火）俊山真美 / （水 - 木）神原隆秀（育休中）/ （水 - 木）藤井香苗 ▽9:55 JFNラジオショッピング（JFNC） | 10:15 ヒロシマ ウィメンズ ハーモニー - 森本記子 |                                                                                          |
| 10 | 30 | 8:20 GOOD JOG - （月 - 火）俊山真美 / （水 - 木）神原隆秀（育休中）/ （水 - 木）藤井香苗 ▽9:55 JFNラジオショッピング（JFNC） | 8:20 GOOD JOG - （月 - 火）俊山真美 / （水 - 木）神原隆秀（育休中）/ （水 - 木）藤井香苗 ▽9:55 JFNラジオショッピング（JFNC） | 8:20 GOOD JOG - （月 - 火）俊山真美 / （水 - 木）神原隆秀（育休中）/ （水 - 木）藤井香苗 ▽9:55 JFNラジオショッピング（JFNC） | 8:20 GOOD JOG - （月 - 火）俊山真美 / （水 - 木）神原隆秀（育休中）/ （水 - 木）藤井香苗 ▽9:55 JFNラジオショッピング（JFNC） | 10:30 RADIO HIROSHIMA PRAYER - 森本記子 |                                                                                          |
| 11 | 00 | 11:00 ディア・フレンズ（TOKYO FM） | 11:00 ディア・フレンズ（TOKYO FM） | 11:00 ディア・フレンズ（TOKYO FM） | 11:00 ディア・フレンズ（TOKYO FM） | 11:00 松任谷由実のYuming Chord（TOKYO FM） |                                                                                          |
| 11 | 30 | 11:30 Otona no Radio Alexandria（JFNC） ▽11:55 ニュース・天気予報 | | | | 11:30 Mash The Radio - 安広修平 ▽11:55 ニュース・天気予報 ▽12:55 Words Of Wisdom－ときめく、言葉－（JFNC） ▽13:00 デイリーフライヤー（JFNC） |                                                                                          |
| 12 | 00 | 11:30 Otona no Radio Alexandria（JFNC） ▽11:55 ニュース・天気予報 | | | | 11:30 Mash The Radio - 安広修平 ▽11:55 ニュース・天気予報 ▽12:55 Words Of Wisdom－ときめく、言葉－（JFNC） ▽13:00 デイリーフライヤー（JFNC） |                                                                                          |
| 12 | 45 | 11:30 Otona no Radio Alexandria（JFNC） ▽11:55 ニュース・天気予報 | 12:45 赤ヘルすくらっぷ - 廣瀬桃子 | 12:45 HFMメディカルインフォ - 山本三季雄 | 12:45 小さな親切 ありがとうの言葉 - 藤井香苗 | 11:30 Mash The Radio - 安広修平 ▽11:55 ニュース・天気予報 ▽12:55 Words Of Wisdom－ときめく、言葉－（JFNC） ▽13:00 デイリーフライヤー（JFNC） |                                                                                          |
| 12 | 55 | 12:55 Words Of Wisdom－ときめく、言葉－（JFNC） | 12:55 Words Of Wisdom－ときめく、言葉－（JFNC） | 12:55 Words Of Wisdom－ときめく、言葉－（JFNC） | 12:55 Words Of Wisdom－ときめく、言葉－（JFNC） | 11:30 Mash The Radio - 安広修平 ▽11:55 ニュース・天気予報 ▽12:55 Words Of Wisdom－ときめく、言葉－（JFNC） ▽13:00 デイリーフライヤー（JFNC） |                                                                                          |
| 13 | 00 | 13:00 デイリーフライヤー（JFNC） ▽13:08 ジャパネットたかたラジオショッピング | 13:00 デイリーフライヤー（JFNC） ▽13:08 ジャパネットたかたラジオショッピング | 13:00 デイリーフライヤー（JFNC） ▽13:08 ジャパネットたかたラジオショッピング | 13:00 デイリーフライヤー（JFNC） ▽13:08 ジャパネットたかたラジオショッピング | 11:30 Mash The Radio - 安広修平 ▽11:55 ニュース・天気予報 ▽12:55 Words Of Wisdom－ときめく、言葉－（JFNC） ▽13:00 デイリーフライヤー（JFNC） |                                                                                          |
| 13 | 30 | 13:30 レコレール（JFNC） ▽13:55 JFNラジオショッピング（JFNC） | 13:30 レコレール（JFNC） ▽13:55 JFNラジオショッピング（JFNC） | 13:30 レコレール（JFNC） ▽13:55 JFNラジオショッピング（JFNC） | 13:30 レコレール（JFNC） ▽13:55 JFNラジオショッピング（JFNC） | 11:30 Mash The Radio - 安広修平 ▽11:55 ニュース・天気予報 ▽12:55 Words Of Wisdom－ときめく、言葉－（JFNC） ▽13:00 デイリーフライヤー（JFNC） |                                                                                          |
| 14 | 00 | 13:30 レコレール（JFNC） ▽13:55 JFNラジオショッピング（JFNC） | 13:30 レコレール（JFNC） ▽13:55 JFNラジオショッピング（JFNC） | 13:30 レコレール（JFNC） ▽13:55 JFNラジオショッピング（JFNC） | 13:30 レコレール（JFNC） ▽13:55 JFNラジオショッピング（JFNC） | 11:30 Mash The Radio - 安広修平 ▽11:55 ニュース・天気予報 ▽12:55 Words Of Wisdom－ときめく、言葉－（JFNC） ▽13:00 デイリーフライヤー（JFNC） |                                                                                          |
| 14 | 55 | 14:55 IMP.のIMPickup（TOKYO FM） | 14:55 IMP.のIMPickup（TOKYO FM） | 14:55 IMP.のIMPickup（TOKYO FM） | 14:55 IMP.のIMPickup（TOKYO FM） | 14:55 IMP.のIMPickup（TOKYO FM） |                                                                                          |
| 15 | 00 | 15:00 江本一真のゴッジ - 江本一真 | 15:00 江本一真のゴッジ - 江本一真 | 15:00 #PUSH - 山本将輝 | 15:00 #PUSH - 山本将輝 | 15:00 Satoruman50〜半世紀少年ミュージックショー - 庄司悟 ▽17:10 SOLATO あした、どこ行く? | 15:00 Satoruman50〜半世紀少年ミュージックショー - 庄司悟 ▽17:10 SOLATO あした、どこ行く? |
| 16 | 00 | 15:00 江本一真のゴッジ - 江本一真 | 15:00 江本一真のゴッジ - 江本一真 | 15:00 #PUSH - 山本将輝 | 15:00 #PUSH - 山本将輝 | 15:00 Satoruman50〜半世紀少年ミュージックショー - 庄司悟 ▽17:10 SOLATO あした、どこ行く? | 15:00 Satoruman50〜半世紀少年ミュージックショー - 庄司悟 ▽17:10 SOLATO あした、どこ行く? |
| 17 | 00 | 15:00 江本一真のゴッジ - 江本一真 | 15:00 江本一真のゴッジ - 江本一真 | 15:00 #PUSH - 山本将輝 | 15:00 #PUSH - 山本将輝 | 15:00 Satoruman50〜半世紀少年ミュージックショー - 庄司悟 ▽17:10 SOLATO あした、どこ行く? | 15:00 Satoruman50〜半世紀少年ミュージックショー - 庄司悟 ▽17:10 SOLATO あした、どこ行く? |
| 17 | 50 | 17:50 My First Music（JFNC） | 17:50 My First Music（JFNC） | 17:50 My First Music（JFNC） | 17:50 My First Music（JFNC） | 15:00 Satoruman50〜半世紀少年ミュージックショー - 庄司悟 ▽17:10 SOLATO あした、どこ行く? | 15:00 Satoruman50〜半世紀少年ミュージックショー - 庄司悟 ▽17:10 SOLATO あした、どこ行く? |
| 18 | 00 | 18:00 SUNMALL LIKE ON RADIO - 小竹彩花・ヤルキスト | 18:00 サンフレッチェ・ラジオ・サポーターズクラブ 貢藤十六の “GOA〜L” - 貢藤十六 | 18:00 長尾純平×妹尾暁 のマチあわせは 水曜6時 あなたの街で 会えたらいいね。 | 18:00 H-Junk Factoryの ものづくり.ラジオ - 平岡良介 | 18:00 あ〜ちゃん ちゃあぽんの!“West Side Story”（JFNC） |                                                                                          |
| 18 | 30 | 18:30 丸園音楽堂（JFNC） | 18:00 サンフレッチェ・ラジオ・サポーターズクラブ 貢藤十六の “GOA〜L” - 貢藤十六 | 18:30 Actors -life&music- （JFNC） | 18:30 カラオケス タンド ジョージ - 林宏和・キムラミチタ | 18:30 イナズマロック レディオ（JFNC） |                                                                                          |
| 18 | 55 | 18:55 JFNニュース（JFNC） | 18:55 JFNニュース（JFNC） | 18:55 JFNニュース（JFNC） | 18:55 JFNニュース（JFNC） | 18:55 JFNニュース（JFNC） |                                                                                          |
| 19 | 00 | 19:00 月曜日の盤 - 森脇敏・松田知士 | 19:00 A・O・R（JFNC） | 19:00 A・O・R（JFNC） | 19:00 A・O・R（JFNC） | 19:00 キンヨーポコチャ - 室井萌々 |                                                                                          |
| 19 | 30 | 19:00 月曜日の盤 - 森脇敏・松田知士 | 19:00 A・O・R（JFNC） | 19:00 A・O・R（JFNC） | 19:00 A・O・R（JFNC） | 19:30 大窪シゲキの熱血ラジオ大学 |                                                                                          |
| 19 | 55 | 19:55 HFM POWER PUSH | 19:55 HFM POWER PUSH | 19:55 HFM POWER PUSH | 19:55 HFM POWER PUSH | 19:30 大窪シゲキの熱血ラジオ大学 |                                                                                          |
| 20 | 00 | 20:00 大窪シゲキの9ジラジ - 大窪シゲキ・月：永谷治香、火：畠山巧、水：室井萌々 | 20:00 大窪シゲキの9ジラジ - 大窪シゲキ・月：永谷治香、火：畠山巧、水：室井萌々 | 20:00 大窪シゲキの9ジラジ - 大窪シゲキ・月：永谷治香、火：畠山巧、水：室井萌々 | 20:00 大窪シゲキの9ジラジ - 大窪シゲキ・月：永谷治香、火：畠山巧、水：室井萌々 | 20:00 9ジラジFRIDAY - 永谷治香 |                                                                                          |
| 21 | 00 | 20:00 大窪シゲキの9ジラジ - 大窪シゲキ・月：永谷治香、火：畠山巧、水：室井萌々 | 20:00 大窪シゲキの9ジラジ - 大窪シゲキ・月：永谷治香、火：畠山巧、水：室井萌々 | 20:00 大窪シゲキの9ジラジ - 大窪シゲキ・月：永谷治香、火：畠山巧、水：室井萌々 | 20:00 大窪シゲキの9ジラジ - 大窪シゲキ・月：永谷治香、火：畠山巧、水：室井萌々 | 21:00 広島音楽応援番組 オトホレワンワン - キムラミチタ |                                                                                          |
| 21 | 30 | 20:00 大窪シゲキの9ジラジ - 大窪シゲキ・月：永谷治香、火：畠山巧、水：室井萌々 | 20:00 大窪シゲキの9ジラジ - 大窪シゲキ・月：永谷治香、火：畠山巧、水：室井萌々 | 20:00 大窪シゲキの9ジラジ - 大窪シゲキ・月：永谷治香、火：畠山巧、水：室井萌々 | 20:00 大窪シゲキの9ジラジ - 大窪シゲキ・月：永谷治香、火：畠山巧、水：室井萌々 | 21:30 REN光石火 - 中田廉・竹長篤史・西山穂乃加 |                                                                                          |
| 22 | 00 | 22:00 SCHOOL OF LOCK!（TOKYO FM） ▽22:55 どっちのCat or Dog | 22:00 SCHOOL OF LOCK!（TOKYO FM） ▽22:55 どっちのCat or Dog | 22:00 SCHOOL OF LOCK!（TOKYO FM） ▽22:55 どっちのCat or Dog | 22:00 SCHOOL OF LOCK!（TOKYO FM） ▽22:55 どっちのCat or Dog | 22:00 SCHOOL OF LOCK! FRIDAY 学校運営戦略会議（TOKYO FM） |                                                                                          |
| 22 | 55 | 22:00 SCHOOL OF LOCK!（TOKYO FM） ▽22:55 どっちのCat or Dog | 22:00 SCHOOL OF LOCK!（TOKYO FM） ▽22:55 どっちのCat or Dog | 22:00 SCHOOL OF LOCK!（TOKYO FM） ▽22:55 どっちのCat or Dog | 22:00 SCHOOL OF LOCK!（TOKYO FM） ▽22:55 どっちのCat or Dog | 22:55 MUSIC VOICE |                                                                                          |
| 23 | 00 | 22:00 SCHOOL OF LOCK!（TOKYO FM） ▽22:55 どっちのCat or Dog | 22:00 SCHOOL OF LOCK!（TOKYO FM） ▽22:55 どっちのCat or Dog | 22:00 SCHOOL OF LOCK!（TOKYO FM） ▽22:55 どっちのCat or Dog | 22:00 SCHOOL OF LOCK!（TOKYO FM） ▽22:55 どっちのCat or Dog | 23:00 もにゅそで 知らんけどアッパー |                                                                                          |
| 23 | 55 | 23:55 Rolling Stone Cafe（JFNC） | 23:55 Rolling Stone Cafe（JFNC） | 23:55 Rolling Stone Cafe（JFNC） | 23:55 Rolling Stone Cafe（JFNC） | 23:55 Rolling Stone Cafe（JFNC） |                                                                                          |
| 0  | 00 | 0:00 JET STREAM（TOKYO FM） | 0:00 JET STREAM（TOKYO FM） | 0:00 JET STREAM（TOKYO FM） | 0:00 JET STREAM（TOKYO FM） | 0:00 JET STREAM（TOKYO FM） |                                                                                          |
| 0  | 55 | 0:55 JFNニュース（JFNC） | 0:55 JFNニュース（JFNC） | 0:55 JFNニュース（JFNC） | 0:55 JFNニュース（JFNC） | 0:55 JFNニュース（JFNC） |                                                                                          |
| 1  | 00 | 1:00 TOKYO SPEAKEASY（TOKYO FM） | 1:00 TOKYO SPEAKEASY（TOKYO FM） | 1:00 TOKYO SPEAKEASY（TOKYO FM） | 1:00 TOKYO SPEAKEASY（TOKYO FM） | 1:00 From INI（TOKYO FM） |                                                                                          |
| 2  | 00 | 2:00 AuDee CONNECT（月 - 水：TOKYO FM、木：FM大阪） | 2:00 AuDee CONNECT（月 - 水：TOKYO FM、木：FM大阪） | 2:00 AuDee CONNECT（月 - 水：TOKYO FM、木：FM大阪） | 2:00 AuDee CONNECT（月 - 水：TOKYO FM、木：FM大阪） | 1:00 From INI（TOKYO FM） |                                                                                          |
| 3  | 00 | 2:00 AuDee CONNECT（月 - 水：TOKYO FM、木：FM大阪） | 2:00 AuDee CONNECT（月 - 水：TOKYO FM、木：FM大阪） | 2:00 AuDee CONNECT（月 - 水：TOKYO FM、木：FM大阪） | 2:00 AuDee CONNECT（月 - 水：TOKYO FM、木：FM大阪） | 3:00 ウチらのイイブン!（JFNC） |                                                                                          |
| 4  | 00 | 4:00 Memories & Discoveries（JFNC） | 4:00 Memories & Discoveries（JFNC） | 4:00 Memories & Discoveries（JFNC） | 4:00 Memories & Discoveries（JFNC） | 3:00 ウチらのイイブン!（JFNC） |                                                                                          |

### 週末
| 時 | 分 | 土曜日                                                                                       | 日曜日                                                                                 |
| -- | -- | -------------------------------------------------------------------------------------------- | -------------------------------------------------------------------------------------- |
| 5  | 00 | 5:00 SING LIKE TALKING 佐藤竹善のアンダンテ（JFNC）                                          | 5:00 PEOPLE（JFNC）                                                                    |
| 5  | 30 | 5:30 要のある音楽（JFNC）                                                                    | 5:00 PEOPLE（JFNC）                                                                    |
| 6  | 00 | 6:00 From Athlete!（JFNC）                                                                   | 6:00 天使のモーニングコール（幸福の科学）                                              |
| 6  | 30 | 6:00 From Athlete!（JFNC）                                                                   | 6:30 すとぷりころんのSTPRhythm!!（JFNC） - ころん、STPR CREATORS                       |
| 6  | 40 | 6:40 旬!SHUN!ピックアップ                                                                    | 6:30 すとぷりころんのSTPRhythm!!（JFNC） - ころん、STPR CREATORS                       |
| 6  | 55 | 6:55 ECO LIFE～幸せのヒント～（JFNC）                                                        | 6:30 すとぷりころんのSTPRhythm!!（JFNC） - ころん、STPR CREATORS                       |
| 7  | 00 | 7:00 From Athlete!（JFNC）                                                                   | 7:00 広島リュケイオン塾 - 土肥博雄・川島宏治                                           |
| 7  | 15 | 7:00 From Athlete!（JFNC）                                                                   | 7:15 昭和サウンドマップ（JFNC） - 酒井一圭（純烈）                                     |
| 7  | 25 | 7:00 From Athlete!（JFNC）                                                                   | 7:15 昭和サウンドマップ（JFNC） - 酒井一圭（純烈）                                     |
| 7  | 30 | 7:30 となりのカイシャに聞いてみた!supported by オリックスグループ（JFNC）                    | 7:30 杉浦太陽・村上佳菜子 日曜まなびより（TOKYO FM）                                   |
| 7  | 55 | 7:55 HFM POWER PUSH                                                                          | 7:55 ゴルフ大好き宣言（JFNC）                                                          |
| 8  | 00 | 8:00 From Athlete!（JFNC）                                                                   | 8:00 ハリセンボンの「かっぽじ」気分（JFNC）                                            |
| 8  | 30 | 8:00 From Athlete!（JFNC）                                                                   | 8:30 今旬!いいもの百貨店                                                               |
| 8  | 45 | 8:00 From Athlete!（JFNC）                                                                   | 8:40 LiLiCoのスウェーデン通信（Air-G） - LiLiCo                                        |
| 8  | 55 | 8:55 JFNニュース（JFNC）                                                                     | 8:55 JFNニュース（JFNC）                                                               |
| 9  | 00 | 9:00 PanasonicHomes presents ママヒビラジオ - 井口絵海                                       | 9:00 サイクリスト・ステーション ツアー・オブ・ジャパン（JFNC） - 野島裕史              |
| 9  | 30 | 9:30 Everlasting Music（JFNC）                                                               | 9:30 クラシカル・ホリデー - AKIKO・山本三季雄                                          |
| 10 | 00 | 10:00 SPORTS BEAT supported by TOYOTA（TOKYO FM）                                            | 10:00 ASKA Terminal Melody（TOKYO FM）                                                 |
| 10 | 30 | 10:00 SPORTS BEAT supported by TOYOTA（TOKYO FM）                                            | 10:30 YKK AP presents 皆藤愛子の窓café〜窓辺でcafé time〜（TOKYO FM）                  |
| 10 | 50 | 10:50 コスモ アースコンシャス アクト 未来へのメッセージ（TOKYO FM）                          | 10:30 YKK AP presents 皆藤愛子の窓café〜窓辺でcafé time〜（TOKYO FM）                  |
| 10 | 55 | 10:55 恋する日本史（JFNC）                                                                   | 10:55 My Style,Camp Life〜自分と向き合うくらし〜（JFNC）                               |
| 11 | 00 | 11:00 アーティスト・プロデュース スーパー・エディション（JFNC）                              | 11:00 菊池風磨 hoursz（TOKYO FM）                                                      |
| 11 | 30 | 11:00 アーティスト・プロデュース スーパー・エディション（JFNC）                              | 11:30 木村拓哉 FLOW Supported by GYAO!（TOKYO FM）                                     |
| 11 | 55 | 11:55 JFNニュース（JFNC）                                                                    | 11:55 JFNニュース（JFNC）                                                              |
| 12 | 00 | 12:00 SONGS ON YOUR LIPS - 佐々木茂喜（オタフクホールディングス社長）                        | 12:00 津田健次郎 SPEA/KING（TOKYO FM）                                                 |
| 12 | 30 | 12:30 ヘッドホンおじさんCX - タケモトコウジ（ヘッドホンおじさん）                            | 12:30 CHINTAI presents きゃりーぱみゅぱみゅ Chapter＃0〜Touch Your Heart〜（TOKYO FM） |
| 12 | 55 | 12:30 ヘッドホンおじさんCX - タケモトコウジ（ヘッドホンおじさん）                            | 12:55 JFNニュース（JFNC）                                                              |
| 13 | 00 | 13:00 JA全農 COUNTDOWN JAPAN（TOKYO FM）                                                     | 13:00 いいこと、聴いた（TOKYO FM）                                                     |
| 13 | 55 | 13:55 HFM POWER PUSH                                                                         | 13:55 言の葉歳時記（JFNC）                                                             |
| 14 | 00 | 14:00 福山雅治 福のラジオ（TOKYO FM）                                                        | 14:00 山下達郎の楽天カード サンデー・ソングブック（TOKYO FM）                          |
| 14 | 55 | 14:55 JFNニュース（JFNC）                                                                    | 14:55 JFNニュース（JFNC）                                                              |
| 15 | 00 | 15:00 ACN presents 丸山茂樹 MOVING SATURDAY （TOKYO FM）                                     | 15:00 日本郵便 SUNDAY'S POST（TOKYO FM）                                               |
| 15 | 25 | 15:25 日本住宅ローン GO!GO!家族（TOKYO FM）                                                  | 15:00 日本郵便 SUNDAY'S POST（TOKYO FM）                                               |
| 15 | 30 | 15:30 広瀬すずの「よはくじかん」（TOKYO FM）                                                 | 15:00 日本郵便 SUNDAY'S POST（TOKYO FM）                                               |
| 15 | 50 | 15:30 広瀬すずの「よはくじかん」（TOKYO FM）                                                 | 15:50ルートインホテルズ presents とっておきここだけの旅～ここ旅～（TOKYO FM）          |
| 15 | 55 | 15:55 HFM POWER PUSH                                                                         | 15:55 FLORAの恵み（JFNC）                                                              |
| 16 | 00 | 16:00 リリー・フランキー「スナック ラジオ」（TOKYO FM）                                      | 16:00 ももいろクローバーZのSUZUKIハッピー・クローバー! TOP10（TOKYO FM）               |
| 16 | 55 | 16:55 MUSIC VOICE                                                                            | 16:55 JFNニュース（JFNC）                                                              |
| 17 | 00 | 17:00 川島明 そもそもの話（TOKYO FM）                                                        | 17:00 NISSAN あ、安部礼司〜BEYOND THE AVERAGE（TOKYO FM）                              |
| 17 | 55 | 17:55 MUSIC VOICE                                                                            | 17:55 NIKAIDO presents MUSIC VOICE                                                     |
| 18 | 00 | 18:00 柏村武昭のだんRUNラジオ - 柏村武昭、森本記子                                           | 18:00 いきものがかり吉岡聖恵のうたいろRadio（JFNC）                                    |
| 18 | 30 | 18:00 柏村武昭のだんRUNラジオ - 柏村武昭、森本記子                                           | 18:30 エリザベト音楽大学 presents ミューズの扉 - 中川真由美                            |
| 18 | 55 | 18:00 柏村武昭のだんRUNラジオ - 柏村武昭、森本記子                                           | 18:55 JFNニュース（JFNC）                                                              |
| 19 | 00 | 18:00 柏村武昭のだんRUNラジオ - 柏村武昭、森本記子                                           | 19:00 Music Ride Story（JFNC） ※最終週のみ 村上RADIO（TOKYO FM）                       |
| 19 | 30 | 19:30 TOKI CHIC RADIO（JFNC）                                                                | 19:00 Music Ride Story（JFNC） ※最終週のみ 村上RADIO（TOKYO FM）                       |
| 19 | 55 | 19:30 TOKI CHIC RADIO（JFNC）                                                                | 19:55 清水みさとの、サウナいこ?（JFNC）                                                |
| 20 | 00 | 20:00 yamaびこラジオ（JFNC）                                                                 | 20:00 S.I.N NEXT GENERATION（JFNC）                                                    |
| 20 | 30 | 20:30 Laid-Back radio（JFNC）                                                                | 20:00 S.I.N NEXT GENERATION（JFNC）                                                    |
| 20 | 55 | 20:55 JFNニュース（JFNC）                                                                    | 20:55 JFNニュース（JFNC）                                                              |
| 21 | 00 | 21:00 シネマ☆ボックス - 大窪シゲキ                                                           | 21:00 高橋優のリアラジ（JFNC）                                                         |
| 21 | 30 | 21:30 ハラミちゃんのハラミファソRadio♪ （JFNC）                                              | 21:30 林宏和のビハインドゲーム - 林宏和・長谷川昌幸・真部理子                          |
| 22 | 00 | 22:00 ドリームハート（TOKYO FM）                                                             | 22:00 STU48の保健室ラジオ                                                              |
| 22 | 30 | 22:30 SEKAI NO OWARI “The House”（TOKYO FM）                                                 | 22:30 HFMラジオバザール第2部                                                           |
| 22 | 55 | 22:55 JFNニュース（JFNC）                                                                    | 22:30 HFMラジオバザール第2部                                                           |
| 23 | 00 | 23:00 桑田佳祐のやさしい夜遊び（TOKYO FM）                                                   | 23:00 鈴木敏夫のジブリ汗まみれ（TOKYO FM）                                             |
| 23 | 30 | 23:00 桑田佳祐のやさしい夜遊び（TOKYO FM）                                                   | 23:30 SOUL＆ROOTS(TOKYO FM)                                                            |
| 23 | 55 | 23:55 RADIO MUSEUM 〜聴く、名画〜（JFNC）                                                    | 23:55 Good-Track!（JFNC）                                                              |
| 0  | 00 | 0:00 ミッドナイト・ダイバーシティー〜正気のSaturday Night〜（JFNC） ▽0:55 IT'S MUSIC（JFNC） | 0:00 SPITZ 草野マサムネのロック大陸漫遊記（TOKYO FM）                                  |
| 0  | 55 | 0:00 ミッドナイト・ダイバーシティー〜正気のSaturday Night〜（JFNC） ▽0:55 IT'S MUSIC（JFNC） | 0:55 HFM POWER PUSH                                                                    |
| 1  | 00 | 0:00 ミッドナイト・ダイバーシティー〜正気のSaturday Night〜（JFNC） ▽0:55 IT'S MUSIC（JFNC） | 1:00 川谷絵音の約30分我慢してくれませんか（JFNC）                                      |
| 1  | 30 | 0:00 ミッドナイト・ダイバーシティー〜正気のSaturday Night〜（JFNC） ▽0:55 IT'S MUSIC（JFNC） | 1:30 MUSIC TOURIST（JFNC）                                                             |
| 2  | 00 | 2:00 ROCK THE NATION（Date fm）                                                              | （2:00 - 5:00 放送休止）                                                               |
| 3  | 00 | 3:00 風とロック（TOKYO FM）                                                                  | （2:00 - 5:00 放送休止）                                                               |
| 3  | 30 | 3:30 Jazz Reminiscence（JFNC）                                                               | （2:00 - 5:00 放送休止）                                                               |
| 4  | 00 | 4:00 RADIO NME JAPAN 〜NEW MUSICAL EXPRESS JAPAN〜（JFNC）                                   | （2:00 - 5:00 放送休止）                                                               |

## 放送終了した自社制作番組
平日早朝
- J's American Breakfast Show（月曜 - 金曜 5時 - 5時30分、ジュレル・ヘンダーソン）

平日朝
- FMモーニングワイド JOGUでごきげん（1982年12月 - 1992年3月、木元英治→下村幸嗣・久田ひとみ、赤木淳子）
- 田中宏之のMorning Blow（? - 2000年、田中宏之）
- HFMニュースパイス・シャワー（2000年4月 - 2003年9月、赤木淳子・江坂英香→江坂英香）
- GOOD MORNING（2003年10月1日 - 2005年9月29日）
- MORNING ALIVE（2005年10月3日 - 2017年3月30日）

平日午前
- 木もれ陽のアプローズ（1993年4月1日 - 2013年3月29日。川野みつこ→免出昌優→加藤亜衣子→末田景子→大野貴子）※中国地方のJFN系列民間FM放送局4局にネット。ただしFM岡山開局前はRSKラジオへネットしていた。

平日昼
- アベニュー12（1982年12月 - 1987年3月、光田稔子）
- 午後のシエスタ（赤木淳子）
- FMハッピータイム～ニューミュージックをあなたに。（増岡聖子→松本真由美）
- 11:30 info DELI （イレブンハーフ・インフォデリ）（2004年 - 2006年、臼井美貴）
- MUSIC SOLEIL LUNCHTIME SATELLITE（2004年 - 2006年、冨永晃道・永松ケンシ）
- LUNCHBREAK☆STYLE（2006年4月 - 2008年3月、冨永晃道・臼井美貴→臼井美貴・山口雅美）

平日午後
- FM歌謡春秋（1982年12月 - 1994年3月、松井三知子（月・水・金）・田中宏之（火・木）→田中宏之
- Afternoon Livestation gogoja（1994年 - 2000年）
- PARTINA GOGO!（2000年 - 2004年、池田桂子・山本けいこ）
- 池田桂子のOver The Rainbow（2004年4月 - 2007年3月、池田桂子・大西たけし・南田洋→池田桂子・石澤良一・南田洋）
- Over The Rainbow（2007年4月 - 2014年3月、月・火：徳永真紀 水・木:中川真由美）
- アヤノンスタイル（第1期：2009年10月6日 - 2015年3月27日、第2期：2021年4月6日 - 2022年3月31日、笹原綾乃[注 4][注 5]）
- DAYS!（2014年3月31日 - 2021年3月31日）
- カープ・レジェンドストーリー（? - 2022年3月、月曜 - 金曜 15:55 - 16:00 - 屋形英貴）
- キムラミチタのアラウンドカ－プ（? - 2024年3月25日、月曜 13:30 -15:55）

平日夕方
- ひろしまマイ・シティ（1982年12月 - 1992年3月、山本三季雄）
- 夕刊RADIO DX
- ミュージック・マニア（2000年4月3日 - 2005年9月29日）
- キムラミチタのVibe ON! MUSIC（2005年 - 2007年、キムラミチタ）
- 冨永晃道のVibe ON!MUSIC（2007年4月 - 2010年3月、冨永晃道）
- Vibe ON!MUSIC（2010年4月 - 2013年3月28日）
- 5COLORS（2013年4月 - 2017年3月30日）
- みんなの五十路 MY WAYS - 明田周士・藤井香苗（2022年10月 - 2023年9月28日、木曜 18:30 - 18:55）

平日夜
- MUSIC JUNGLE（月：北村恵 火：三浦ひろみ 水：仁井聡子 木：山口弘恵）
- J-POP SUPER COUNTDOWN（1994年4月 - 2000年3月、永田潔）

金曜日
- WEEKEND FLY! DAY（2003年10月 - 2005年3月、君崎滋・村上ゆみえ→君崎滋・国光かよこ）
- MORNING UP!（2005年4月 - 9月、藤井かなえ→柴田直子）
- ON FRIDAY MORNING
- MORNING ALIVE friday!（2015年10月2日 - 2017年3月31日）
- GOOD JOG FRIDAY（2017年4月7日 - 2019年3月29日、金曜 7:30 - 10:15、俊山真美・山本将輝）
- 徳永真紀のWEEKEND CONNECT（2019年4月 - 2020年3月、金曜 7:30 - 10:15、徳永真紀・匹田篤）
- 音楽は平和を運ぶ（金曜 10:30 - 11:00、坪北紗綾香）
- 赤木淳子のHanamaruきんようび
- -WEEKLY PARTY- 週末オトナ計画（2000年4月 - 2006年3月、屋形英貴・村上ゆみえ）
- 永松ケンシのHEART ROCK FRIDAY（2006年4月 - 2008年3月、永松ケンシ）
- 山口雅美のGOGO la GOO★（2008年4月4日 - 2009年9月25日、山口雅美）
- 皆実町マルシェ（2015年4月3日 - 2021年3月31日、俊山真美→キムラミチタ・廣瀬桃子[注 6]→廣瀬桃子[注 7]）[注 8]
- "コンテ・フレスタ"presents 食卓ON楽～折々のうた～（金曜 16:00 - 16:25、屋形英貴）
- HFM beat 50（2001年7月 - 2005年3月、庄司悟）
- 庄司悟のリクエスト魂（第1期：2005年4月 - 2014年3月、第2期：2020年4月 - 2021年3月）
- 庄司悟のカウントダウン魂（2014年4月 - 2020年3月）
- しほティファイ（2021年4月7日 - 2022年9月30日、近藤志保）
- ライブトライブ（2008年4月4日 - 2024年3月29日、金曜 20:00 - 20:55）

土曜日
- SATURDAY MORNING ～SPIRIT IN THE SKY!～
- JOGUスクリーン・ミュージック
- インフォるんぱ（土曜の午前から夕方の5分枠）
- Lovin' Saturday（2005年 - 2008年、北村恵）
- SUNMALL LIVE ON RADIO（2003年6月 - 2013年9月）
- DJ AKASAKA Mail Vox（赤坂泰彦）※FM岡山・V-air・FMYでも放送。
- サタデーナイトは諸行無常（土 24:00 - 24:30、角大介・梵大英）
- アニリク☆（土曜 24:30 - 25:00、にかもとりか）
- GrindHouse fm（ - 2019年3月、土曜 25時 - 26時、有島博志） JFN系列局にネット。
- margin work presents たきもとあきらの WE ARE OPEN!! - たきもとあきら（? - 2023年9月30日、土曜 8:30 - 8:55）
- MAZDA ミュージック・ビークル（1999年4月 - 2024年3月、土曜 11:00 - 11:55）
- しましまツアーず（2022年4月 - 2024年3月、土曜 20:00 - 20:55）
- MAZDA MEGURING DRIVE（土曜 11:00 - 11:55、キムラミチタ）

日曜日
- Sunday squash → サンデー・スカッシュ・アップデート（日曜の午前から夕方の5分枠）
- GEORGIA LIFE SONGS（2017年4月2日 - 2020年9月27日　日曜 13:55 - 14:00 屋形英貴）※FM岡山・V-air・FMYでも放送。
- STREET "H"（2004年 - 2006年、山口雅美→渡部裕之）

その他
- FMハッピータイム
- 歌謡 hit Express
- AB CATSのWE LOVE POPS
- CDキャンディ
- サボテン・クラブ
- JOGU音楽ぷらざ
- 今日はわくわくFriday
- JOGU歌謡ヒットチャート
- ほいじゃがTOWNでDO!DO!DO!
- Daiichiラブ・イン・ラブバード
- 広島三菱自動車 presents GOOD AGES CAFE（2004年 - 2007年、黒田恭敬）
- 局アナバトルROUND3（2004年4月 - 2006年6月、永松ケンシ）…中国・四国地方のJFN系列県域民間FM放送局8社の共同制作・同時ネット
- 資生堂モア・ビューティ（2005年2月 - 6月、浜平恭子 中四国FM8局ネット、局により放送時間変動／提供資生堂）
- まちかど探訪 ぐるっと広島（2009年10月 - 2009年12月、国光かよこ・坂下拓也）
- ミラクル★ガールズUP!!（ - 2009年12月、山口雅美）
- ニカイドのラジオ（ - 2008年、二階堂和美）
- 90's MUSIC Radio（2007年 - 2008年、桑原千恵）
- モダン倶楽部（2004年 - 2008年、国光かよこ）
- キムサタ（2007年 - 2008年、キムラミチタ）
- Bomber's Radio DEEP NIGHT ばかんす（ボンばか）（??年 - 2008年、ボンバー石井）
- FRIDAY JAZZ TRANSIT（2007年～2008年、藤井政美・柴田直子）
- YOMIURI RADIO WEEKLY 緒方かな子のy's Cafe（ - 2008年、緒方かな子）※FM岡山・FM香川・FM愛媛でも放送。
- HFM WEEKLY CHART（中川真由美→DJゆっち）
- All Around The 80's（2005年 - 2007年、磯貝修也）
- ワタル世間にモノ申す（2006年 - 2007年、今中亘・臼井美貴）
- Happy Life Navi（2007年、桑原千恵）
- 70's RADIO（2005年 - 2007年、山本三季雄）
- ワンダーランドホットウエーブ
- 田中宏之のウィークエンドパッションひろしま（? - 2003年、田中宏之）
- LIVE@LIVE（2006年 - 2007年、DJゆっち）
- Bomber's Radio Friday ばかんす（? - 2007年、ボンバー石井）
- Midnight Challenger
- GiFTのやっちゃるけぇの!!（ - 2008年、GiFT）※FM岡山でも放送。
- ミラクル★ガールズ（2008年、山口雅美）
- MUSIC LUNCH（ - 2012年）
- アンデルセン サタデー アコースティック ラウンジ（椎名まさ子）
- Honda Cars 広島presents Chat and Drive（ - 2013年）
- DO THE CARP（ - 2015年3月　月 20:00 - 20:55 神原隆秀）
- MY PRECIOUS ENERGY（日曜 8時 - 8時55分、国光かよこ）※中国地方のJFN系列民間FM放送局4局にネット。
- 広島ハンドボール応援プログラム HAND'S TWO HANDS（2007年7月 - 2017年3月、水曜 20:00 - 20:55、渡部裕之）
- 渡部裕之の広島スポーツ応援番組UP↗（2017年4月 - 2019年12月）
- Chunk!（2017年4月～2019年3月、木曜 18:00 - 19:55、徳永真紀・匹田篤）
- MONDAY CARP STUDIO“M”（月曜 19:00 - 19:55、臼井美貴、花房かおり）
- Rock it out!（火曜 18:05 - 19:00、濱野歩）
- おいしいコラーゲンドリンクpresentsピーチ・ライフ（水 18:05 - 18:30 佛園桃子）
- ランキンちゃん（? - 2021年3月25日）[15] - 俊山真美
- ASAからZOO!アニマルポン！シーズン5（? - 2021年3月28日）
- THEATHER NANA（? - 2021年9月30日、木曜 18:00 - 18:30、高野菜々・Cozy下村）
- 保田隆のLink with U（2012年7月 - 2021年9月24日、金曜 21:00 - 21:30、保田隆・小田さやか）
- 日本和装 WAの一丁目一番地（2021年4月4日 - 9月、日曜 9:00 - 9:30、道面義雄（日本和装ホールディングス株式会社 代表取締役社長））
- Lien Photogenic Music（2022年4月7日 - 2022年9月29日）
- せとうみキャンプ（? - 2022年10月、金曜 21:00 - 21:30、足利新）
- ホントーボーイズの文化系クリエイター会議（? - 2022年12月、金曜 10:30 - 11:00、カミガキヒロフミ・清水浩司）
- 奈央とノリさんのLiving with Music（2022年10月7日 - 2023年3月、金曜 6:15 - 6:25、希元奈央・齋木豊徳）

放送終了したJFN系列以外の番組
- 大学受験ラジオ講座

## DJ

### 男性
（アナウンサー）
- 下村幸嗣（Cozy下村）…THEATER NANA　　以前はJOGUでごきげん・MIDNIGHT CHALLRENGERなどを担当。現在は取締役。
- 屋形英貴（YP）…GEORGIA LIFE SONGS、大窪シゲキの9ジラジ（プロデューサー）
- 磯貝修也…ニュース（不定期）、　HFMインフォメーション、広島県の"「みんなで減災」推進大使"として各番組にも出演[16]、また各種番組プロデューサー、ディレクターも担当。
- 森島隆宏…ニュース（不定期）、各種番組ディレクターも担当。
- 神原隆秀…神原隆秀のGOOD JOG[17]、ニュース（不定期）

（タレント・フリーアナウンサーなど）
- 山本三季雄…クラシカル・ホリデー
- 大窪シゲキ…大窪シゲキの9ジラジ、シネマ☆ボックス
- 柏村武昭（元中国放送アナウンサー）…柏村武昭のだんRUNラジオ
- キムラミチタ…カラオケ・スタンダード・ジョージ、
- 貢藤十六…サンフレッチェラジオサポーターズクラブ 貢藤十六の“GOA~L”
- 庄司悟…Satoruman 50～半世紀少年ミュージックショー
- タケモトコウジ…ヘッドフォンおじさん
- 渡部裕之…Satoruman50〜半世紀少年ミュージックショー（レポーター）
- 江本一真…江本一真のゴッジ
- 山本将輝…#PUSH 、FM東広島でも番組を担当している。
- ヤマモンキー…ASAからZOO!アニマルポン!シーズン5
- 安広修平･･･MASH The Radio
- ヤルキスト…SUNMALL LIKE ON RADIO
- カミガキヒロフミ…ホント―ボーイズの文化系クリエイター会議
- 清水浩司…ホント―ボーイズの文化系クリエイター会議

### 女性
（アナウンサー）
- 中川真由美…ニュース（不定期）、ナレーション等

（タレント・フリーアナウンサーなど）
- AKIKO…クラシカルホリデー
- 柿出奈津江…快適生活ラジオショッピング
- 藤井香苗…小さな親切 ありがとうの言葉、定時ニュース（主に月曜日→金曜日午前中）
- 俊山真美…俊山真美のGOOD JOG
- 廣瀬桃子…赤へるすくらっぷ（夫は広島東洋カープコーチの廣瀬純）
- 小竹彩花（ぴかりん）…SUNMALL LIKE ON RADIO
- 森本記子･･･柏村武昭のだんRUNラジオ、ヒロシマウィメンズハーモニー
- 森光七彩･･HJUNKファクトリーのものづくりラジオ

## 過去に出演したDJ

### 男性
- アナウンサー
  - 木元英治…ラジオ関西より開局時に移籍、JOGUでごきげんの初代パーソナリティ。後に福山支社長
  - 駒津英紀…後に営業を経て、退職。
  - 高野昭平（1982.10-1983.9、TBSより出向）
  - 中尾謙之
  - 永田潔…JOGUのはりきりBoyであり、JOGU歌謡ヒットチャート、きよしくんのきんようび、JOGU金曜電リクなどを担当。2000年に営業に移動。2001年退職。
  - 坂下拓也
- タレントなど
  - 石澤良一…池田桂子のOver The Rainbow、Over The Rainbow、「ライブ楽座」オーナー
  - 大西たけし…池田桂子のOver The Rainbow初代月・火男性パーソナリティ。同番組卒業後も2008年3月まで放送されていた~YOMIURI RADIO WEEKLY~緒方かな子のY's Cafeの構成を担当し、月に一回出演していた。現在はＦＭちゅーピー「広島すまいるパフェ」のご意見番として出演。
  - 君崎滋…WEEKEND FLY! DAY、現在は月曜日の冨永晃道のVibe ON!MUSIC内のヘッドラインニュースと夕方・夜の定時ニュースを担当している他、スカパー!Jリーグ中継（サガン鳥栖主管試合）解説も担当している
  - 田中宏之
  - 冨永晃道･･･LUNCH BREAK☆STYLE、冨永晃道のVibe ON!MUSIC
  - 長澤純平
  - 永富久之(トミンゴ)…現在は、DARAZ-FMで番組制作業務部長の傍ら～金ダラDX～Ｗａａ-Ｄａだよ！～の番組アシスタントをしている。
  - 中村道生…六本木ヒルズのHEARTLAND等、都内のお店の音楽プロデュースをてがけている。現在bayfmで番組を持っている。
  - 博多大吉
  - 黒田恭敬…現在でもCMやナレーション、広電バスの車内放送を担当している。
  - 今中亘…元中国新聞社代表取締役社長
  - 藤井政美
  - トーマス・サマーズ
  - ボンバー石井…Bomber's Radio Friday ばかんす
  - 梶山シュウ･･･ネッツトヨタ広島Garage Songs
  - 南田洋…池田桂子のOver The Rainbow、Over The Rainbow、時の旅人～TIME TRAVELER
  - バッキー守岡･･･AU−UpComing　J−Hits、バッキーズカープカフェ、DO THE　CARP
  - 田中宏（漫画家）･･･（株）段野運輸presentsトラックマン
  - 角大介…サタデーナイトは諸行無常
  - 梵大英…サタデーナイトは諸行無常
  - 北別府学…北別府学の裏ブログ
  - 原田稔（CM監督）…北別府学の裏ブログ
  - 匹田篤･･･Chunk!、徳永真紀のWEEKEND CONNECT

### 女性
- アナウンサー
  - 松井三知子…開局とともに入社、FM歌謡春秋を担当。退職後、RCCなどでフリーとして活躍。
  - 赤木淳子…午後のシエスタ、おしゃべりコンチェルト、JOGUでごきげん、HANAMARUきんようび等を担当。退職後は、広島テレビで、広島市の広報番組に出演。
  - 池田桂子…池田桂子のOver The Rainbow等を担当。退職後はフリーとなり、主にコミュニティFMFM東広島でパーソナリティとして活動していたが2012年3月に同局からも退職。山口県に活動拠点を移し、2015年3月からは、防府市のFMわっしょいや宇部市のFMきららでパーソナリティとして活動。
  - 加藤亜衣子
  - 柴田直子
  - 田平圭子
  - 山口雅美…9ジラジ、GOGO la GOO★、LUNCHBREAK☆STYLE等を担当していた。
  - 大野貴子
  - 濱野歩…保田隆のLink with U、Rock It Out!、ニュース
  - 近藤志保…近藤志保のDAYS!などを担当。中国放送に報道記者兼気象予報士として移籍。
  - 石丸貴子…柏村武昭のだんRANラジオ、ニュース
- タレントなど
  - いまおかゆう子
  - 井上恵津子…5COLORS（火・水）夫はローカルタレントの中島尚樹
  - 内海雅子
  - 江坂英香
  - 岡田美絵（旧姓：荒谷、元広島エフエム放送アナウンサー）…時々ニュースを担当することがある。
  - おだしずえ…AB CATSのWE LOVE POPS
  - 桂幾子…AB CATSのWE LOVE POPS、ときめきスタジオ300、CDキャンディなどを担当
  - 金盛つかさ
  - 川野みつこ（川野美津子）…AB CATSのWE LOVE POPS
  - キャロル…
  - 国光かよこ…MY PRECIOUS ENERGY、皆実町モダン俱楽部、まちかど探訪ぐるっと広島
  - 光田稔子…アベニュー12を担当。元パリ三越勤務
  - 高橋基子…「モコ・ビーバー・オリーブ」のモコ。ご主人の広島FM出向とともに番組担当。
  - 玉田陽子…広島テレビで時々放送される「玉田陽子の発見!まるごと奥出雲」の司会を務めている。
  - 土山和子
  - Nii（仁井聡子）
  - 二階堂和美
  - 浜平恭子
  - 久田ひとみ…下村時代JOGUでごきげんのパーソナリティ、そのほか、ふれあいサンデーを担当
  - 久次弘子…元広島ホームテレビアナウンサー。現在、広島国際大学准教授。
  - 村上ゆみえ
  - 免出昌優
  - 宮平夏海
  - 山口弘恵…現在は「FunFANFun」（ガリバープロダクツが発行している広島地方の隔月刊育児情報誌）で育児に関するエッセイを連載している。
  - 山本けいこ…城みちる夫人。
  - 三浦ひろみ…AB CATSのWE LOVE POPS初代、Abcats
  - 北村恵…「ミュージックジャングル」「Lovin'Saturday」などのDJをつとめる。日曜日「サンデースカッシュアップデート」や定時ニュースを担当。TVCMのナレーションを読むことも多い。
  - 桑原千恵…元FM徳島アナウンサー。局アナバトルROUND3ではFM徳島のアナウンサーとして登場していた。
  - 小松満里
  - DJゆっち…庄司悟のリクエスト魂
  - 安藤優美･･･安藤優美の年齢制限なし★（2013年）
  - 緒方かな子（広島東洋カープ緒方孝市監督夫人）
  - 椎名まさ子…アンデルセンサタデーアコースティックラウンジ、ネッツトヨタ広島Garage Songs
  - 末田景子…木もれ陽のアプローズ
  - 益村千代…GOOD JOG FRIDAY、2018年1月に双子の産休に入るため降板。元FM山陰アナウンサー。ジェラート職人。2017年にはイタリアで行われたジェラートの世界大会で10位。現在は鳥取県南部町でジェラテリアpa cherry b.を経営。
  - 臼井美貴…LUNCH BREAK☆STYLE、MORNING ALIVE、MONDAY CARP STUDIO“M”
  - 徳永真紀…Over The Rainbow、DAYS!、Chunk!、徳永真紀のWEEKEND CONNECT
  - 佛園桃子…おいしいコラーゲンドリンクpresentsピーチ・ライフ
  - 花房ゆかり…MONDAY CARP STUDIO“M”、キムラミチタのアラウンドカ－プ
  - にかもとりか･･･アニリク☆
  - 高野菜々･･･THEATER NANA
  - 冨田奈央子…冨田奈央子のぶらっとフライデー、ニュース
  - 岩地希代香…9ジラジアシスタントDJ

## ワンヴィレポート
主に『#PUSH』や『Satoruman50〜半世紀少年ミュージックショー』の時間帯にレポーターが『ワンヴィ』というラジオカーで各地へ行き、レポートをしている。他番組でレポートをすることや、その他の曜日にレポートをすることもある。

### レポーター
現在
- 山本将輝
- 渡部裕之

過去
- 倉本桜子
- 佐藤正宏…FMちゅーピーのWEST WAVE月曜日のDJを担当していた。
- 中山博美
- 桧垣直子…夫は中国放送社員（元アナウンサー）の宗像総一郎。
- 石丸貴子

## 主なイベント
- 広響ポップスコンサート
- コスモ アースコンシャス アクト クリーン・キャンペーン（海岸清掃）
- みんなの合唱祭
- HFMリレー×リレーマラソン
- 広島みなとフェスタ（メインステージの司会、ゲストライブ）
- 9ジラジ卒業式
- 呉みなと祭（ゲストライブ）
- ザ・トランクマーケット（会場BGMとライブをプロデュース）
- 酒まつり（メインステージの司会、ゲストライブ）
- MEET the RADIO ライブ＆グリーティング（広島FM会議室に少人数招待して行われる生ライブ）
- Netz STUDY（ネッツトヨタ広島でアーティストなどと一緒に1つのテーマについて学ぶイベント）

この他、広島市内のショッピングモールなどでも頻繁にゲストを招いての公開録音イベントを行っている。

## 備考
開局当時のFM東京・FM大阪・FM愛知・FM福岡といった先発局や隣県のFM愛媛など1982年（昭和57年）に先行開局したFM民放局とは異なり、地名の後にFMが入っている。理由として「FM広島」の名称登記を広島FM放送関係者以外が取得し、その権利買い取りを拒否した結果とする噂が、当時の雑誌連載に記載されている。
開局時の番組だった『FM歌謡春秋』は、民放FM局では珍しく演歌・歌謡曲系の楽曲も放送されることがあった稀有な番組である。この他にもパーソナリティに高橋基子などベテランのタレントを起用して、中高年層をターゲットにした番組が相当数存在した。
24時間放送を開始した時期は1989年（平成元年）4月。Bライン番組の『PAJAMA PRESS』のネットが先行した隣県のV-air・FMYより1年遅れで、『スーパーFMマガジン』はFM静岡と共に1989年（平成元年）4月の放送開始からフルネットで放送していた。
2000年（平成12年）まで番組の題名、イベントの題名にはコールサインのJOGUを用いていたものがいくつもあった（JOGU〔ジョグ〕歌謡ヒットチャート、JOGURAMMY〔ジョグラミー〕賞（広島FM主催の洋楽音楽祭） など）。2000年（平成12年）になってからは「HFM」を積極的に使用、ロゴマークは広島出身のミュージシャン・奥田民生の手によるものである。ちなみに、奥田民生はかつて小田靜枝と広島エフエム放送で番組を持っていたことがある（『SHEとTAMIOのLET'S GET TOGETHER』（1988年（昭和63年）4月 - 1989年（平成元年）3月））。前述のロゴマークを用いるようになって以降は一気に姿を消し、HFMに代わっていった。
現在のジングルは多種多様であり、通常のステーションジングルはもちろん、「HFM チューニングインフォメーション」と銘打ち、中継局の多さと幅広く周波数帯を使用することからその地区に合わせた周波数案内をナレーションするもの、それを英語でナレーションするもの、チューニングインフォメーションとスポンサーが合体したものは「HFM〜　〇〇地区の周波数は（　）MHz」と歌ったのちに、その地区のスポンサーCMをナレーションするものもある。
現在はなくなったが、かつて「ひろしま・マイシティ」などの夕方のワイド番組の中で「盗難車情報」というコーナーがあった。
2005年（平成17年）12月30日深夜には広島テレビ放送（HTV）と同時放送の特別番組『HFMTV 広島テレビエフエム』を放送した（出演は広島テレビ放送側は長野正実・西名みずほ両アナウンサー、広島エフエム放送側は中川真由美アナウンサーとキムラミチタ）。
『大窪シゲキの9ジラジ』内のコーナー「大窪シゲキの9ジラジテレビ」には広島ホームテレビ（HOME）のアナウンサーやホームシスターズが週替わりで生出演している。
毎年3月下旬に『いただきますの本 ～広島FM食育ハンドブック』という冊子を発行。広島県内の小学3年生全員に無料で配られている。
毎年12月頃に『HFMスケジュールノート』を発行、広島東洋カープとのコラボデザインで人気が高い。広島FM本社や広島県内のフレスタ各店で配布されているが、初日で在庫が無くなることも多い。
主な受賞歴に『大窪シゲキの9ジラジ～9ジラジ卒業式生放送スペシャル～』で2020年（令和2年）日本民間放送連盟賞ラジオ生ワイド部門最優秀賞を受賞した。同賞は2021年（令和3年）には、『歌えなかった校歌、歌い継ぐ』でラジオ報道番組部門優秀賞、2020年（令和2年）にも『ボクと彼女の音がたり～効果音から作るラジオドラマ』でラジオ教養番組部門優秀賞、2019年（令和元年）にも、『流川教会に流れるハレルヤ～ヒロシマに届いたクリスマスプレゼント～』でラジオ教養番組部門優秀賞、『スペイン音紀行Viva La Vida 魂のフラメンコ』でラジオエンターテイメント番組部門優秀賞などを受賞した。
先発各局で見られるように、比較的遅い時間まで自社制作のニュースを放送していた。当局では22:55枠の「HFM SPORTS NEWS+WEATHER」の時間まで週末であっても自社制作で放送してきたが、2008年（平成20年）3月末をもって平日の最終は20:55の「NEWS & WEATHER」、週末は18:55の「NEWS & WEATHER」となり、それ以降はネット番組か「Vibe ON! MUSIC」を置き換わった。そのさらに1年後の改編で週末の「インフォるんぱ」や「サンデー・スカッシュ・アップデート」はすべてネット番組へと切り替わっている。

当局含めたJFN系列38局はACジャパン（旧・公共広告機構）の正会員企業の一つである。